# Ayman Fuad Sayyid
Ayman Fuad Sayyid (arabisch أيمن فؤاد سيّد Aiman Fuʾād Saiyid; * 1949) ist ein ägyptischer Historiker und Handschriftenexperte. Er ist ehemaliger Generaldirektor der ägyptischen Nationalbibliothek in Kairo.
Er war einer der 138 Unterzeichner des offenen Briefes Ein gemeinsames Wort zwischen Uns und Euch (engl. A Common Word Between Us & You), den Persönlichkeiten des Islam an „Führer christlicher Kirchen überall“ (engl. „Leaders of Christian Churches, everywhere …“) sandten (13. Oktober 2007).